# Rorate

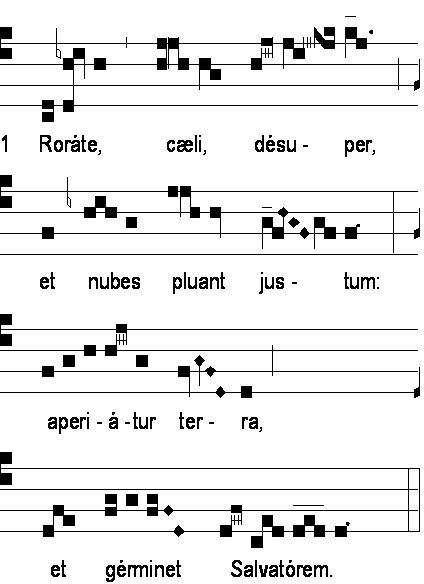
De gregoriaanse Introitus

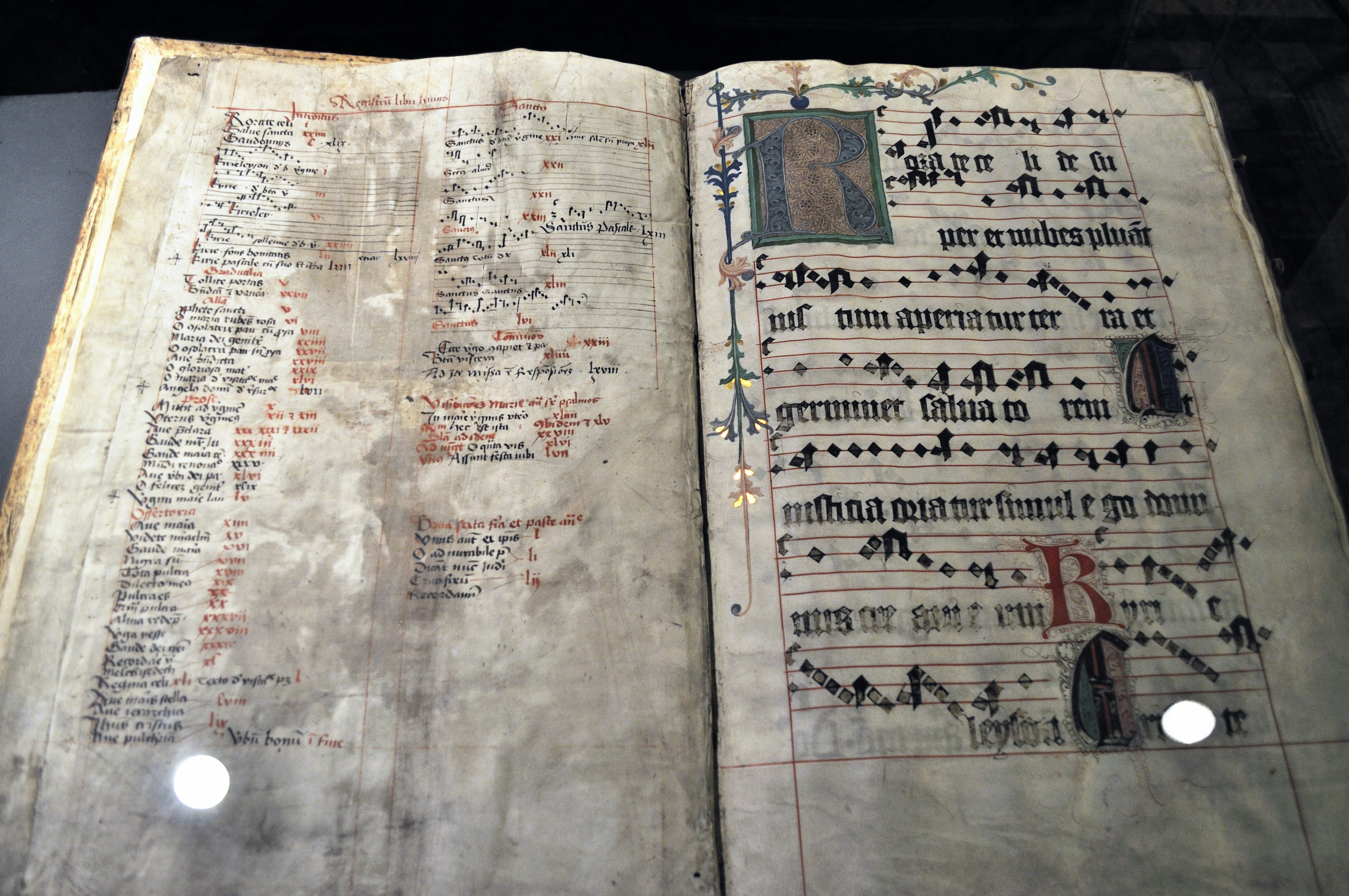
Rorate caeli desuper in een middeleeuws handschrift dat zich bevindt in Slot Mariënburg

Rorate is een gregoriaans introïtusgezang voor de Mis van de vierde zondag van de Advent en tevens de naam voor deze zondag van de Advent. De tekst van het gezang is gebaseerd op de oudtestamentische tekst: Jesaja 45,8.
De liturgische kleur die op die zondag, en tijdens de Advent in het algemeen, wordt gebruikt is paars, omdat de Advent een periode is van inkeer en voorbereiding op de komst van de Heer.

## Introïtusgezang
| Latijn                                                                                 | Nederlands |
| -------------------------------------------------------------------------------------- | --- |
| Rorate caeli desuper, et nubes pluant iustum: aperiatur terra, et germinet Salvatorem. | Dauwt, hemelen, van boven gij wolken, beregene de rechtvaardige: Opdat de aarde zich zal openen en de Heiland er uit zal ontspruiten. |

## Wisselgezang
Naast het introïtusgezang bestaat er ook een lied in het wisselend deel van de Mis, zoals dat in de Adventstijd wordt gezongen. Dit lied heeft een refrein dat overeenkomt met het genoemde introïtusgezang, en dit lied wordt wel toegeschreven aan de vroegchristelijke dichter Aurelius Clemens Prudentius. Het lied luidt als volgt:
| Latijn | Nederlands |
| --- | --- |
| Refrein: Roráte caéli désuper, et núbes plúant jústum. | Refrein: Dauwt, hemelen, van boven, gij, wolken, beregene de rechtvaardige. |
| Ne irascáris Dómine, ne ultra memíneris iniquitátis: ecce cívitas Sáncti fácta est desérta: Síon desérta fácta est: Jerúsalem desoláta est: dómus sanctificatiónis túæ et glóriæ túæ, ubi laudavérunt te pátres nóstri. - Refrein | Wees niet langer vertoornd, o Heer, denk niet langer aan onze zonden. Zie, de heilige stad is tot woestijn geworden, Sion is tot woestijn geworden. Jerusalem is verdord, het huis van Uw heiliging en Uw heerlijkheid, waar onze vaderen U geprezen hebben. - Refrein  |
| Peccávimus, et fácti súmus tamquam immúndus nos, et cecídimus quasi fólium univérsi: et iniquitátes nóstræ quasi véntus abstulérunt nos: abscondísti faciem túam a nóbis, et allisísti nos in mánu iniquitátis nóstræ. - Refrein  | We hebben gezondigd en zijn onrein geworden en zijn ter aarde gevallen als een blad, en onze zonden hebben ons als de wind weggeblazen. U hebt Uw aangezicht verborgen voor ons en ons verpletterd door de zwaarte van onze schuld. - Refrein                           |
| Víde Dómine afflictiónem pópuli túi, et mítte quem missúrus es: emítte Agnum dominatórem térræ, de pétra desérti ad móntem fíliæ Síon: ut áuferat ípse júgum captivitátis nóstræ. - Refrein                                       | Aanschouw, Heer, de droefheid van Uw volk, en zend ons degene, die U zenden wil. Zend het Lam, de heerser van de Aarde, van de rotsen der woestijn tot de berg van de dochter van Sion, opdat hij het juk van onze knechting wegneemt. - Refrein                        |
| Consolámini, consolámini, pópule méus: cito véniet sálus túa: quare mœróre consúmeris, quia innovávit te dólor? Salvábo te, nóli timére, égo enim sum Dóminus Déus túus, Sánctus Israël, Redémptor túus. - Refrein                | Ge zult getroost worden, getroost worden, Mijn volk! Spoedig zal uw heil komen. Waarom verliest u zich in verdriet, terwijl dit juist uw smart verdiept heeft? Vrees niet, Ik zal u redden. Want ik ben de Heer, uw God, de Heilige van Israël, uw Verlosser. - Refrein |